# 加拿大太平洋航空402號班機空難
加拿大太平洋航空402號班機（CP402）是一班由香港飛往溫哥華的國際定期航班，中途經停東京，每週飛行兩班。1966年3月4日晚，執行此班機的一架道格拉斯DC-8在羽田機場降落時撞上進近燈光及海塘後墜毀，機上62名乘客和10名機組人員僅8人生還。事發一個月前在羽田機場曾發生全日空60號班機空難，事發翌日富士山發生英國海外航空911號班機空難，這一系列空難對當時的日本社會造成了衝擊。

## 失事客機
此次墜毀的客機是一架道格拉斯DC-8-43，生產序列號為45761，生產線編號237，於1965年9月7日首飛，同年10月14日交付使用，註冊編號為CF-CPK，並被命名為“埃德蒙頓皇后號”。該機裝配4台勞斯萊斯508-12康威型渦輪扇發動機，事發前累計飛行時間為1792小時。

## 事故經過
CP402號班機當天計劃經東京飛往溫哥華，隨即飛往墨西哥城和布宜諾斯艾利斯以完成環太平洋航班，於16時14分從啟德機場起飛，19時08分開始下降。當時東京自3月2日起被濃霧籠罩，日本國內航線因此停飛，前往東京的國際線大多備降福岡機場。因此，飛機在14000英尺的高度進入等待航线，機組人員於19時42分決定等待15分鐘，亦試圖轉降臺北松山機場。此後能見度一度轉好，但在飛機降至3000英尺時再度變差，機組決定備降台北。20時05分，東京空管通知CP402機組能見度再度轉好，飛機可向33R跑道做出地面控制进场。機組人員決定再次嘗試進近。
飛機在進場時突然降至下滑道以下。20時15分，CP402班機的起落架撞上跑道入口外850米處的进近灯光系统，機師失去對飛機的控制，飛機在撞上包括2米高的海堤等一系列障礙物後墜毀，殘骸散布0.5英里並起火。生還者大多從機翼附近的裂縫逃出。

## 調查
日本政府派遣的調查委員會於事發2年後公佈調查結果。事發時工作失誤的並非機場塔台，而是CP402班機的機組人員，他們在可能引發错视的天氣中仍堅持在東京降落。

## 後續事件
事發後不足24小時，英國海外航空的一架波音707執行由東京飛往香港的BA911班機，在滑行時經過仍在冒煙的CP402班機殘骸，起飛後不久即在富士山遭遇湍流解體，導致機上124人全部遇難。BA911班機起飛時，日本放送協會（NHK）的一名攝像師偶然拍攝到了911號班機的最後影像。
在30天內發生的三起空難後，日本於1966年又連續發生兩起空難（分別是8月26日發生的日本航空訓練機空難和11月13日發生的全日空533號班機空難）。一年內發生的五次空難使得日本民眾對民用航空的信心大減，日本航空和全日本空輸也被迫減少部分國內線（如東京-大阪線）的班次，一些來往東京-大阪的乘客轉而乘坐東海道新幹線列車。